# Marianne Riddervold
Marianne Riddervold, född den 5 mars 1980, är en norsk orienterare som tog VM-silver i stafett 2005.